# ラメイア (小惑星)
ラメイア (248 Lameia) は、小惑星帯に位置する典型的な小惑星の一つ。
1885年6月5日にオーストリアの天文学者、ヨハン・パリサがウィーンで発見し、ギリシア神話に登場するゼウスの愛人ラミア (Lamia) にちなんで命名された。